# Irma Sztáray
Irma gravin Sztáray von Sztára und Nagy-Mihály (Staré, 10 juli 1864 - Sobrance, 3 september 1940) was een Hongaarse edelvrouw en de laatste hofdame van de Oostenrijkse keizerin Elisabeth.

## Biografie
Irma Sztáray was een van de zes kinderen van graaf Viktor Sztáray en Mária, gravin Török de Szendrő. Op dertigjarige leeftijd viel haar de eer te beurt koningin Elisabeth van Hongarije, keizerin van Oostenrijk, te vergezellen als hofdame. De koningin genoot het voorrecht zelf haar hofdames uit te kiezen uit de Hongaarse adel. Irma vergezelde de koningin op haar langdurige reizen naar Korfoe en door Europa; ze behandelde ook de correspondentie voor de vorstin die haar volledig vertrouwde.
Op 10 september 1898 vergezelde Irma de koningin tijdens een kort bezoek aan Genève. Irma was getuige van de aanslag op Elisabeth en stond haar bij in haar laatste uren. De koningin stierf in de armen van haar hofdame. Na het overlijden van de koningin stuurde Irma Sztáray een telegram naar de keizer met het bericht dat zijn vrouw was gestorven.
De gravin trok zich terug op het Hongaarse landgoed van haar familie. Ze stierf kinderloos op 76-jarige leeftijd. De Oostenrijkse keizer verleende haar het grootkruis in de Oostenrijkse Elisabeth-orde.
Nog voor de dood van de keizer en de val van de monarchie publiceerde Irma Sztáray in 1909 haar memoires "Aus den letzten Jahren der Kaiserin Elisabeth".
- Bibsys: 90373922
- Bibliothèque nationale de France: cb155464363 (data)
- Gemeinsame Normdatei: 117392219
- International Standard Name Identifier: 0000 0000 5522 7246
- Library of Congress Control Number: n99019187
- Nationale Bibliotheek van Tsjechië: mzk2005274903
- Réseau des bibliothèques de Suisse occidentale: 02-A013626190
- Système universitaire de documentation: 123482062
- Virtual International Authority File: 12618213
- WorldCat: E39PBJpJcdBpMcTcWK3BkvqqQq